# Scopula clandestina
Scopula clandestina är en fjärilsart som beskrevs av Claude Herbulot 1955. Scopula clandestina ingår i släktet Scopula och familjen mätare. Inga underarter finns listade.